# 939 Isberga
Isberga (asteroide 939) é um asteroide da cintura principal, a 1,8479643 UA. Possui uma excentricidade de 0,1774328 e um período orbital de 1 229,92 dias (3,37 anos).
Isberga tem uma velocidade orbital média de 19,87154559 km/s e uma inclinação de 2,5884º.
Este asteroide foi descoberto em 4 de Outubro de 1920 por Karl Reinmuth.